# آوتیک ایساهاکیان (تاریخ‌نگار ادبی)
آوتیک ایساهاکیان (ارمنی: Ավետիք Վիգենի Իսահակյան؛ زادهٔ ۲۷ نوامبر ۱۹۴۴) تاریخ‌نگار ادبی اهل ارمنستان است.

## زندگی‌نامه
وی در ۲۷ نوامبر ۱۹۴۴ در ایروان به دنیا آمد و از دانشکده فلسفه دانشگاه دولتی ایروان و انستیتو ادبی ماکسیم گورکی فارغ‌التحصیل گشت. وی اعضای اتحادیه نویسندگان ارمنستان است. وی برنده جوایزی همچون چهره هنری شایسته جمهوری ارمنستان، مدال موسس خورناتسی است.